# Bryan McCabe
Bryan T. McCabe (* 8. Juni 1975 in St. Catharines, Ontario) ist ein ehemaliger kanadischer Eishockeyspieler sowie derzeitiger -trainer und -funktionär, der während seiner aktiven Karriere zwischen 1991 und 2011 unter anderem 1191 Spiele für die New York Islanders, Vancouver Canucks, Chicago Blackhawks, Toronto Maple Leafs, Florida Panthers und New York Rangers in der National Hockey League auf der Position des Verteidigers bestritten hat. McCabe feierte insbesondere auf internationaler Bühne mit der kanadischen Nationalmannschaft zahlreichen Erfolge und gewann im Junioren- sowie Herrenbereich insgesamt drei Weltmeistertitel.

## Karriere
Bryan McCabe, der während seiner Juniorenzeit zwischen 1991 und 1995 für die Medicine Hat Tigers, Spokane Chiefs und Brandon Wheat Kings gespielt hatte, begann seine NHL-Karriere bei den New York Islanders, die ihn im NHL Entry Draft 1993 in der zweiten Runde an 40. Stelle ausgewählt hatten. In der Saison 1997/98 wechselte er gemeinsam mit Todd Bertuzzi und einem Drittrunden-Wahlrecht im NHL Entry Draft 1998 zu den Vancouver Canucks. Im Gegenzug erhielten die Islanders Trevor Linden. Nach eineinhalb Spielzeiten in Vancouver und einem kurzen einjährigen Gastspiel bei den Chicago Blackhawks kam er 2000 zu den Toronto Maple Leafs, bei denen er bis 2008 spielte. In der Spielzeit 2003/04 belegte er den vierten Rang in der Wertung der James Norris Memorial Trophy für den besten Verteidiger der Liga. Da die NHL-Saison 2004/05 einem Lockout zum Opfer fiel, absolvierte er einige Partien für den schwedischen Elitserien-Klub HV71 Jönköping.
Die Saison 2005/06, in der er wieder für die Maple Leafs auflief, war seine bis dato beste. Mit 68 Punkten in 73 Spielen gehörte er zu den besten Verteidigern und überbot seine eigene Bestmarke aus dem Jahr 2003/04 (53 Punkte in 75 Spielen). Im Anschluss daran erhielt er einen Fünfjahresvertrag mit einer Klausel, nach der er nur mit seinem Einverständnis transferiert werden konnte. In der Saison 2006/07 spielte er in allen 82 Saisonspielen der Leafs und machte dabei 57 Punkte. Im darauffolgenden Jahr hatte er Verletzungspech und kam nur auf 54 Spiele und 23 Punkte. Besonders nach Ablauf der Saison gab es zahlreiche Gerüchte über mögliche Transfergeschäfte in die McCabe involviert sein sollte, doch erst im September 2008 wurde ein solcher vollzogen, als McCabe und ein Draftpick der Maple Leafs für Mike Van Ryn an die Florida Panthers abgegeben wurde.
In Florida war der Verteidiger in den folgenden drei Spielzeiten als Stammkraft stets gesetzt und hatte ab September 2009 das Amt des Mannschaftskapitäns inne, ehe McCabe im Februar 2011 kurz vor der Trade Deadline in einem Transfergeschäft im Austausch für Tim Kennedy und ein Drittrunden-Wahlrecht im NHL Entry Draft 2011 an die New York Rangers abgegeben wurde. Nach der Saison 2010/11 wurde der Kanadier zum Free Agent und beendete seine aktive Spielerlaufbahn.
Nach einer einjährigen Pause kehrte McCabe im Sommer 2012 ins Franchise der Florida Panthers zurück und arbeitete dort zunächst eine Spielzeit im erweiterten Trainerteam. Anschließend übernahm er den Posten des Director of Player Development, ehe er im Sommer 2017 nach vier Jahren in diesem Amt zum Director of Player Personnel befördert wurde.

### International
Für sein Heimatland war McCabe bei den Junioren-Weltmeisterschaften 1995 und 1996 aktiv. Dabei konnte er in beiden Jahren den Weltmeistertitel in der Juniorenklasse erringen. Bei der Weltmeisterschaft 1997 wiederholte er den Erfolg bei den Herren. Bei den Olympischen Winterspielen 2006 in Turin war McCabe eigentlich als Reservespieler vorgesehen, rückte jedoch für den verletzten Ed Jovanovski in die Stammformation Kanadas auf.

## Erfolge und Auszeichnungen
| - 1993 WHL West Second All-Star Team - 1994 WHL West First All-Star Team - 1995 WHL East First All-Star Team | - 1995 CHL Third All-Star Team - 1995 Memorial Cup All-Star Team - 2004 NHL Second All-Star Team |

### International
| - 1994 Goldmedaille bei der Junioren-Weltmeisterschaft - 1995 All-Star-Team der Junioren-Weltmeisterschaft - 1995 Bester Verteidiger der Junioren-Weltmeisterschaft | - 1995 Goldmedaille bei der Junioren-Weltmeisterschaft - 1997 Goldmedaille bei der Weltmeisterschaft |

## Karrierestatistik

### International
Vertrat Kanada bei:
| - Junioren-Weltmeisterschaft 1995 - Junioren-Weltmeisterschaft 1996 - Weltmeisterschaft 1997 | - Weltmeisterschaft 1998 - Weltmeisterschaft 1999 - Olympischen Winterspielen 2006 |

(Legende zur Spielerstatistik: Sp oder GP = absolvierte Spiele; T oder G = erzielte Tore; V oder A = erzielte Assists; Pkt oder Pts = erzielte Scorerpunkte; SM oder PIM = erhaltene Strafminuten; +/− = Plus/Minus-Bilanz; PP = erzielte Überzahltore; SH = erzielte Unterzahltore; GW = erzielte Siegtore; 1 Play-downs/Relegation; Kursiv: Statistik nicht vollständig)